# Egemmolen
De Egemmolen of Meuleken Tik Tak was een watermolen op de Molenbeek in Egem, een gehucht van het dorp Bambrugge in de Belgische provincie Oost-Vlaanderen. Het molenhuis is nog intact en er zijn ook nog overblijfselen tot op oeverhoogte.

## Geschiedenis
De molen werd opgetrokken voor 1536. Tot rond 1950 was de molen actief als korenmolen. Het rad werd verwijderd en de molen is grotendeels afgebroken tot op oeverhoogte. Het molenhuis is nog niet beschermd en wordt gebruikt als buitenverblijf.

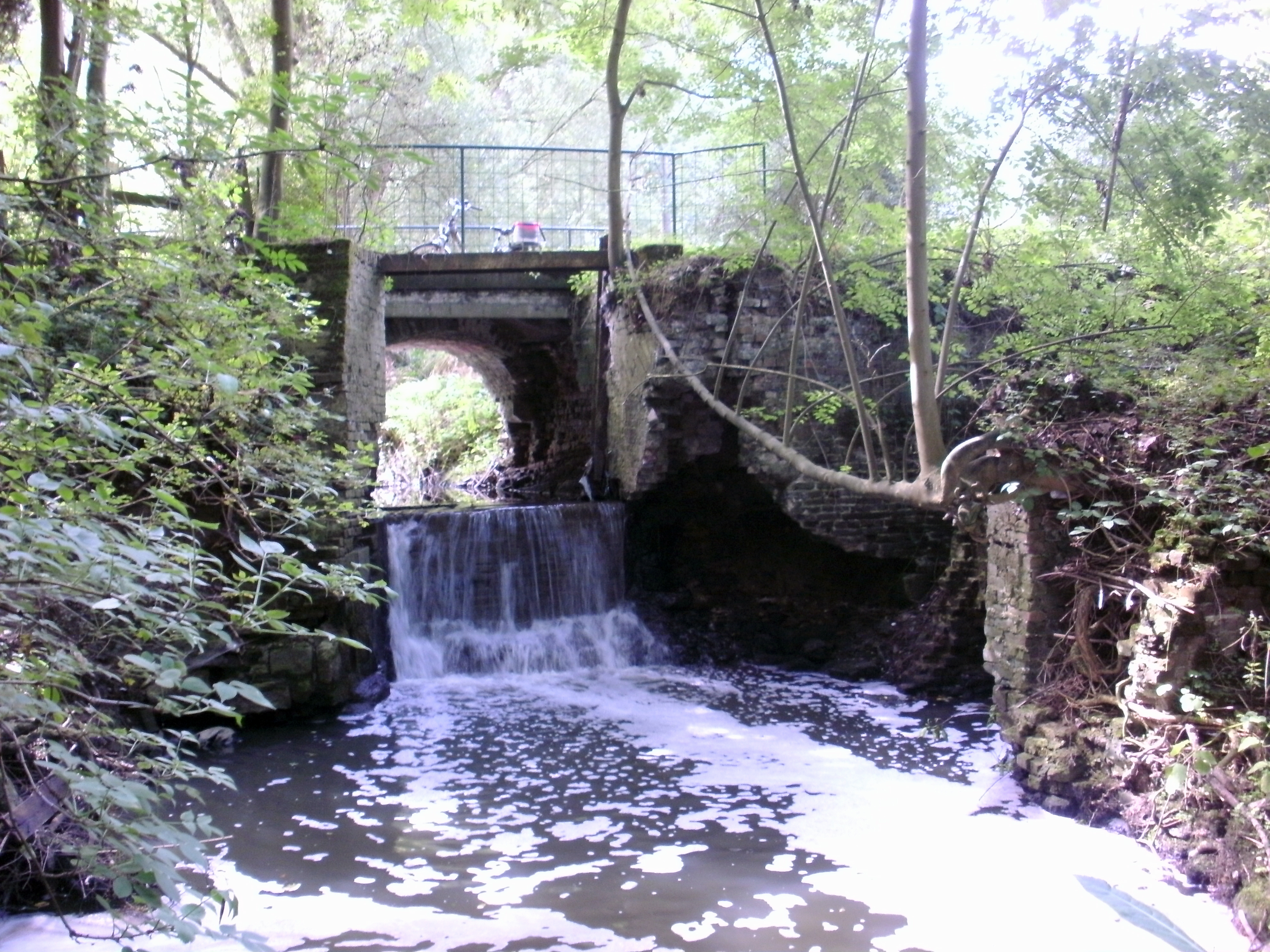
Overblijfselen van de Egemmolen

Cottemmolen ·
De Graevesmolen ·
De Watermeulen ·
Egemmolen ·
Engelsmolen ·
Gotegemmolen ·
Kruiskoutermolen ·
Molen te Broeck ·
Molens Van Sande ·
Ratmolen ·
Van Der Biestmolen ·
Zwingelmolen